# Byronská povídka
Byronská povídka je veršovaný, lyricko-epický útvar. Je prostoupena popisy a reflexemi. Za tvůrce je považován Walter Scott, ale proslavil ji především George Gordon Byron (ustanovil její prototyp). Říká se jí také poema (toto slovo pochází z ruštiny). Je delší než báseň. Skládá se většinou z několika zpěvů. Poemy byly hojně skládány v období romantismu. Dějový základ básnické povídky je prostoupen i lyrickými prvky.